# Кулецма
Кулецма — село в Левашинском районе Дагестана.
Образует сельское поселение село Кулецма как единственный населённый пункт в его составе.

## География
Расположено в 16 км к северо-западу от села Леваши, на реке Нахатар. Ближайшие населённые пункты: сёла Охли, Урма, Ахкент, Орада Чугли.

## Население
| 1888  | 1895  | 1926  | 1939  | 1959  | 1970  | 1989  |
| ----- | ----- | ----- | ----- | ----- | ----- | ----- |
| 1422  | ↗1525 | ↘1250 | ↘1232 | ↘807  | ↗1149 | ↗1302 |
| 2002  | 2010  | 2012  | 2013  | 2014  | 2015  | 2016  |
| ↗2011 | ↗2174 | ↗2212 | ↗2230 | ↗2256 | ↗2291 | ↗2341 |
| 2017  | 2018  | 2019  | 2020  | 2021  | 2023  | 2024  |
| ↗2378 | ↗2415 | ↗2439 | ↗2491 | ↘2289 | ↗2297 | ↗2325 |
| 2025  |       |       |       |       |       |       |
| ↗2334 |       |       |       |       |       |       |

## Улицы
Улицы села:
| - Абдулжалил Афанди - Алихаджи Афанди - Бибулата-Кади - Имама Шамиля - МаллаАрифа - Саида Афанди |

## История
Сохранился древний документ об основании села. Согласно данным книги, переписанной в 1840 году, в результате сделки купли-продажи земли, заключенной между губденским правителем и братьями Гармукил-Али и Рабаданом, на даргинских землях возникло аварское село Кулецма. Село упоминается в документе «Список податей шамхалу» конца XV века, это значит, что основано оно раньше, после ухода Тамерлана из Дагестана в 1396 году.  (Договор) был заключен на берегу реки, позади бассейна (кулла) Свидетели при этом: Омар и Ахмад.Писавший эти буквы Кади Гукальский (Хуххали). Переписано это со старой, древней бумаги, писал это Мухаммед Кулецминский и (рядом с ним был) Хаджияв Дурангинский, а та (бумага) была взята из принадлежавшей Саиду Охлинскому книги «ал-Анвар».
Памятники древнего христианства в Дагестане Ещё в 19 веке Е. И Козубский высказал предположение о связи названия села Къулец|ма с грузинским названием Къвела-ц|минда, то есть все святое. Первоначально это могло быть названием церкви, а впоследствии перешло в целом на название села. Упоминание в конце 18 века (Чугли, Апши, Урма, Дженгутай) Мехтулинского ханства и населенного пункта Калацаминда говорит о реальности нашего времени. В Калацаминда (наряду с этим дана и более близкая к современной форма названия села - Улюцме) легко угадывается изначальная Ковела-цІминда (Тихонов Д. И.
Описание северного Дагестана. 1796 г. // История, география и этнография Дагеста-на XVIII-XIX вв. / под ред. М. О. Косвена, X.-М. О. Хашаева. М., 1958. С. 130).
1. Кулецминское городище. К востоку от сел. Кулецма, на левом берегу р. Герга, в местности Росдал гох (ав. "сельский холм"), огражденной с юга обрывистыми скалами, находится городище. Рельеф оборонительных сооружений (стены) очерчивает структуру памятника, состоящего из собственно укрепленного поселения и цитадели (?). Городище датируется III-XIV вв. (Абакаров А.И., Гаджиев М.Г., 1983.
2. Кулецминский могильник. Рядом с Кулецминским городищем (N° 726), у речки находится одновременный могильник из каменных склепов.

1818 году во время Кавказской войны генерал Ермолов со своими отрядами захватил часть аула Кулецма и Урма
Августе 1859 году после окончания Кавказской войны Имам Шамиль направлявшийся в Чир-Юрт проезжал через аул Кулецма почти все жители аула вышли встречать великого имама. 
В годы коллективизации и репрессиий 30-х годах около 50 кулецминцев были обвинены лицами из числа Кулаков и как бывших белогвардейцев и подвернуты к выселению в Северные Края и Среднюю Азию, а некоторые из них получили ВМН -(расстрел) 
Шамсудин Абдрурахман 
Ахмедов Шамсудин-Гаджи 
МоллаАрифов Маавият 
Абубакар Маавият 
МоллаАрифов Нуссайри 
МоллаАрифов Абдулхамид 
Бийгишиев Ахмед 
Бийгишиев Хадис 
Бийгишиев Магомед Гаджи 
Батыров Казихан 
Алиев Магома Али 
Хайдадаев Сулим 
Курбанов Магомед
Магомедов Сааду 
Агалочахман Сулейман Гаджи 
Дада Гаджиев Али
В годы Великой Отечественной Войны с села Кулецма ушли на фронт 150 человек из них не вернулись с фронта более 90 человек. 
В селе функционируют школа, ясли сад, ДЮСШ, исламское училище и 10 мечетей

ИЗВЕСТНЫЕ УРОЖЕНЦЫ: 
Малла Ариф хаджи аль Кулецми ал Авари. )1827-1907(
Во второй половине XIX века и в первые десятилетия XX века в Дагестане увеличилось число ученых (богословов) арабистов, и сама наука получила активное развитие в духовенстве. 
Малла Ариф хаджи, родился в семье Шейх-Мухаммада и Аминат, предки которого являлись узденами. Родился Малла Ариф Хаджи 1238 г. по хиджре (1827) году в аварском ауле Кулецма Дженгутаевском наибстве Мехтулинского ханства.
Малла Ариф Хаджи глубоко и всесторонне знал Ислам и исламскую культуру, изучал Коран и его толкования, также и другие науки, такие как Мухтасар, Тасриф, Тадживид, Тафсир и много другое обучался он у известных арабистов Дагестана. 
В 1888-89 годы Малла Ариф квалифицировался в Казикумухе (Казикумухский округ) обучая различные дисциплины такие как «Китабуль Мухтасар» автором который являлся, Али аль-Кабир аль Гази-Кумухи в годы своей учёбы в Казикумухе Малла Ариф переписал, различные толкования по мусульманскому праву и.т.д.
Долгое время Малла Ариф Хаджи работал в своем родном селе имамом, 1880 – х годах он работал кадием в селе. Во второй половине XIX в Малла Ариф Хаджи построил в селе четыре мечети три квартальных и одна джума мечеть. Второй половине XIX века в селе открыли джума - Мечеть из гладкого обтесанного камня с красивым шестигранным минаретом, согласно украшенной орнаментом с красивым обрамлением надписи на камне в стене построена в 1309 году хиджры. Надписи на камнях гласят: “Смерть явна, хотя вами она не желаема” “Торопись покаяться до смерти”, “Торопись к намазу, пока ты в нем”, “Пока ты в мире, позаботься об ахирате”, “Положись на Аллаха: ты в Его руках”. В годы советской власти мечеть был закрыт, и пользовался в качестве склада для хранения урожая. Вновь открыта в конце 1980-х г., она стала Джума - мечетью, и в том числе была открыта медресе для того чтобы обучать мутаалимов, у него обучались Хаджи сын Зейда, Мухаммад сын ал-Кади Бейбулата которыми стали хорошими богословами и авторами многих трактаров. К концу XIX столетия медресе села Кулецма считалась одним из самых лучших где хранилось большое количество рукописей сюда приходили обучаться с Апши, Урма, Чиркея, Караная, Мал. Дженгутая, Аймаки, Хунзаха, а также с даргинских, кумыкских сел.
Малла Ариф Хаджи очень сильно знал шариат и 12 разных исламских наук, в том числе и мусульманское право на основе шариата, у Малла Ариф Хаджи обучались, много мутаалимов из разных уголков Дагестана его медресе являлась, самым значимым в округе по количеству обучающихся там учеников. 
Благодаря ему в мечети села Кулецма была огромная часть библиотеки, где хранилось, огромное количество старинных арабских рукописей на арабском языке и на аджаме (аварский язык). Старые рукописи Малла Арифа хаджи хранятся и в архивах. Перед своей смертью Малла Ариф Хаджи часть из своих коллекций передал на хранении к своему самому старшему сыну Маавияту, а другую часть передал мечети села (вакуф). В настоящее время в мечети села хранится Книга первая часть Икънаг! (мусульманское право) автор книги (Абу Шуджа` аль-Асбахани – кади, имам, великий исламский богослов, правовед (факих) шафиитского мазхаба, шариатский судья (кади) юрист, праведник (Багдад Ирак 1042 – 1107 год.). На титульном листе книги было написано самим Малла Арифом Хаджи. В книге в разъяснении, срок книги Абушужаг! которая, принадлежит великому имаму, предводителю праведных, шейху Мухаммаду Аш-ширбинию аль – хатибу (да смилостивится над ним Всевышний) был передан масжиду села: Я Малла Ариф Кади книга первая часть Икънаг!а я продал джамаатской мечети села Кулецма (вакуф), за 5 манат (рублей), купил кади сын Рустама Зайди одобряя джамаатом, при купли - продажи рядом присутствовали в качестве свидетеля Абдула кади, Мустафа кади и Музин Иса, это случилось 12 числа Шаг!бан месяца 1302 год по хиджри. Также в селе хранится книга арабская грамматика: на внутренней части книги написано пером Малла Арифа Хаджи когда он учился в городе Гази-кумух Казикумухского округа. Завершилось это письмо от руки жалкого, нуждающегося в помощи всевышнего Аллагьа Мулла-Арифа сына Мух!аммада из Кулецма в селении Казикумух (Казикумухский округ) в 1274 году по хиджре (1857 год). Книжные коллекция, которые хранились, у Малла Арифа Хаджи переписывались на протяжении весьма длительного времени.
Дагестанский материал XIX века свидетельствующая работа по созданию копий наиболее популярных трактатов и учебников, сохранилась одна из таких рукописных трудов его. «Китаб ас-суллам» - комментарии к популярному в Дагестане учебнику по логике, принадлежащему перу Абдаррахмана ал-Ахдари (ум. в 1778 г.). Год переписки - 1305/1887-8 г. Переписчик – Мулла Ариф сын Мухаммада из Кулецма. (Арабский язык). Место, где данный момент хранится это рукопись - РФ ИИАЭ. В краеведческом музее г. Закаталы хранится рукопись - комментарий к «Сулламу» в копии 1313/1895 г. По-видимому, здесь речь идет о сочинении ал-Ахдари. (А.Р. Шихсаидов АРАБСКАЯ РУКОПИСНАЯ КНИГА В ДАГЕСТАНЕ). Работа по созданию копий арабских рукописей материалов XIX века наиболее популярных трактатов и учебников была присуща переписчику из села Кулецма Малла Арифа Хаджи ал - кулецми, в самом селении Кулецма хранилось огромное количество арабских рукописей, также и на аджаме аварского языка, это все хранилось благодаря Малла Арифа Хаджи. Вот ещё одна книга, переписанная им же, Шарх ал-Унмузадж (грамматика) Автором который являлся: Мухаммад ал-Ардабили. Бумага плотная фабричная, желтоватого цвета. Рукопись была найдена в селе кулецма 1962 году, переписчик её Малла Ариф Хаджи ал Авари, Чернила чёрные с красными надчеркиваниями. Почерк– дагестанско - нахский на аварском алфавите. Переплёткартонный, пагинация по листовая, поздняя. В рукописи имеются различного рода записи на аварском языке. Первая запись сделана внутренней стороне обложки и занимает всего 4 небольших строк. Запись, видимо, сделана тем, кем изучалась данная рукопись. Даётся объяснение о правилах и методах правильного согласования арабского текста. Язык: Арабский, Заглавие: الرسالة في النحو Послание в грамматике. Предмет:الصرف و النحو . Дата копии: 1-29.12.1276 / 20.06 – 19.07.1860 год. Переписчик: على خان الغرق كلي. Место копирования: Дагестан
لأخيه العالم عبد الله قاضي القلژمي..Note: Доставлена из с. Кулецма
О Малла Арифе хаджи знали ни мало видных ученых, шейхи Турции, Саудовской Аравии, Иордании. Видя его глубокие знания к исламским наукам, духовенство Дагестана выбрала его в качестве советником алимов Дагестана. Малла Ариф Хаджи в течение 25 лет возглавлял Совет алимов Дагестана в те трудные времена для мусульман Дагестана и всего Кавказа. 
В 1907 году покинул, он этот мир прожив возрасте 80 лет, да будет свята его душа. В его родовом селе в Кулецме находится зиярат, рядом с ним похоронена его внучка, дочь самого старшего сына Маавията, (Бажат) (اب نة ب زات ي اتم) при коммунистической советской власти зиярат был разгромлен. 1999 году зиярат был восстановлен и реставрирован, на зиярате сохранилось надпись на аварском языке.